# 南昌专区
南昌专区（南昌专署），中华人民共和国江西省已撤销的专区，在今江西省西北部。1949年置，专署驻南昌市。辖南昌、新建、进贤、丰城、新淦、清江、高安、奉新、靖安、安义10县。

## 历史
1949年9月6日江西省人民政府公布设立南昌专署，驻南昌市，辖南昌、丰城、高安、新建、进贤、清江、奉新、新淦、安义、靖安10县。
1952年10月8日，将新淦县划归吉安专区；原袁州专区所属宜春、万载、铜鼓、宜丰、上高、新喻、分宜、萍乡8县划入南昌专区。专区辖17县。
1957年，新喻县改称新余县。
1958年8月23日批准，将南昌、新建2县划归南昌市；12月8日进贤县划归抚州专区同时南昌专署改名为宜春专署，专署由南昌市迁至宜春县。

## 行政区划
1957年时辖17县。
县：南昌县（莲塘镇）、新建县（生米镇）、安义县（龙津镇）、进贤县（民和镇）、丰城县（城关镇）、靖安县（双溪镇）、清江县（樟树镇）、奉新县（冯川镇）、高安县（筠阳镇）、宜春县（宜春镇）、宜丰县（新昌镇）、铜鼓县（永宁镇）、上高县（敖阳镇）、万载县（康乐镇）、新余县（和平镇）、萍乡县（萍乡镇）、分宜县（铃阳镇）